# أنطون تشوبكوف
أنطون تشوبكوف (الروسية: Антон Михайлович Чупков) (مواليد 22 فبراير 1997) هو سبّاح روسي، مثّل بلاده في الألعاب الأولمبية الصيفية 2016.

## روابط خارجية
أنطون تشوبكوف على موقع الاتحاد الدولي للسباحة (الإنجليزية)
- أنطون تشوبكوف على موقع SwimRankings.net (الإنجليزية)
- أنطون تشوبكوف على موقع اللجنة الأولمبية الدولية (الإنجليزية)
- أنطون تشوبكوف على موقع أوليمبيديا (الإنجليزية)